# Quincy Market
Quincy Market est un bâtiment historique du Freedom Trail abritant les anciennes halles de la ville de Boston dans le Massachusetts. Il fut construit entre 1824 et 1826 et baptisé en l'honneur du maire Josiah Quincy III (en).
Chaque année plus de 15 millions de personnes le fréquentent, en faisant ainsi l'un des endroits les plus animés de Boston. On y trouve une aire de restauration (nombreux restaurants dont l'ensemble offre des cuisines très variées).

## Histoire
Quand Boston fut incorporée en tant que cité en 1822, les besoins en lieux consacrés au commerce augmentèrent rapidement. Pour prévoir cette expansion qui allait dépasser la capacité d'accueil du Faneuil Hall, on construisit alors le Quincy Market comme un pavillon intérieur pour les étals des vendeurs.
Dessiné par Alexander Parris, il est construit immédiatement à l'est du Faneuil Hall qui, à cette époque, était sur le front de mer. Ainsi Quincy Market était au bord du quai de la ville. Pour agrandir l'espace autour du marché et gérer le problème grandissant des décharges, une partie du port fut comblée par des déchets. La croissance commerciale engendrée par le nouveau marché a conduit à la reconstruction ou l'ajout de six nouvelles rues.
Depuis ses débuts, le marché a été largement utilisé comme un marché alimentaire avec divers produits tels que les œufs, le fromage et le pain qui tapissaient ses parois internes. Les creusements réalisés pour l'expansion du marché dans les années 1970 ont fait la preuve de l'existence d'os d'animaux, ce qui suggère que le travail de boucherie était réalisé sur place. En outre, les vendeurs ambulants avaient pris place devant le bâtiment sur ses places et contre ses murs extérieurs. Certains vestiges des commerces de bouche et de fournitures se retrouvent encore à l'étage.

## Architecture

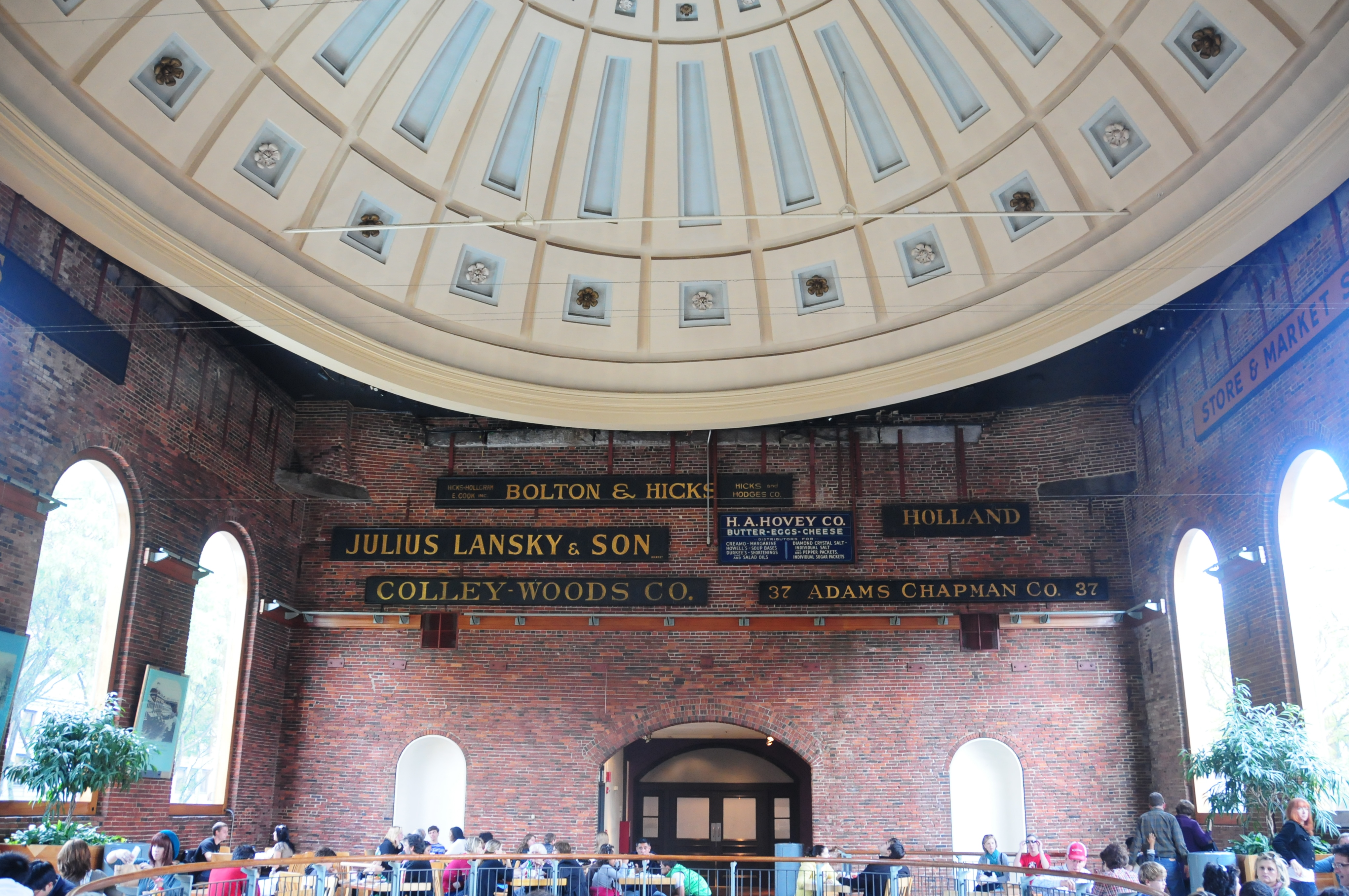
le dôme à l'intérieur du marché

Le marché est composé de deux étages, il mesure 163 m de long pour une surface de 2 500 m2. Son extérieur est constitué de granite de Nouvelle-Angleterre. Les murs intérieurs sont en briques rouges. Il marque le premier usage à grande échelle du granite associé au verre.
Les façades est et ouest ont un style roman marqué avec un fronton et des colonnes doriques. En revanche, les côtés de la salle sont plus modernes et américains, avec des rangées de fenêtres rectangulaires.
La forme du bâtiment est un long rectangle, avec un long couloir au bas de sa ligne médiane. Sur le toit se trouvent huit cheminées régulièrement espacées, et un dôme à base de cuivre dans le centre de l'édifice, qui couvre un espace commun ouvert et les entrées principales.

## Faneuil Hall Marketplace

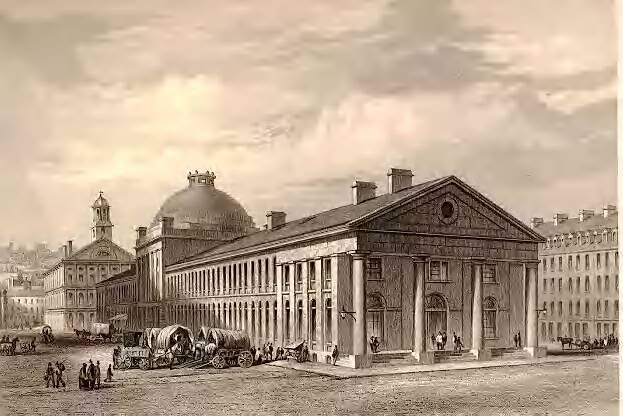
Quincy Market en 1830

Au début des années 1970, les installations étaient en déclin car plus assez vastes. Avec un financement public et privé, l'architecte Benjamin C. Thompson (en) construit un nouvel ensemble de bâtiments, le Festival marketplace qui inclut le Quincy Market. Il ouvre en 1976 et reçoit la Harleston Parker Medal (en), une récompense architecturale attribuée par la Boston Society of Architects. En 2009, il reçoit le Twenty-five Year Award.
Le bâtiment principal du Quincy Market continue d'être un lieu d'approvisionnement en nourriture pour les bostoniens, on y trouve aujourd'hui des fast-foods et des restaurants. C'est un lieu populaire le midi pour les repas des travailleurs du centre-ville.
On trouve des marchands de vente ambulante dans les espaces disponibles autour des murs extérieurs du bâtiment, en particulier sur le côté sud, sous une enceinte de verre. La plupart des stands dans cet espace vendent des babioles, des cadeaux, et autres curiosités. Quelques restaurants occupent également des locaux fermés aux extrémités de cette enceinte. Le second étage est davantage consacré au commerce de détail.

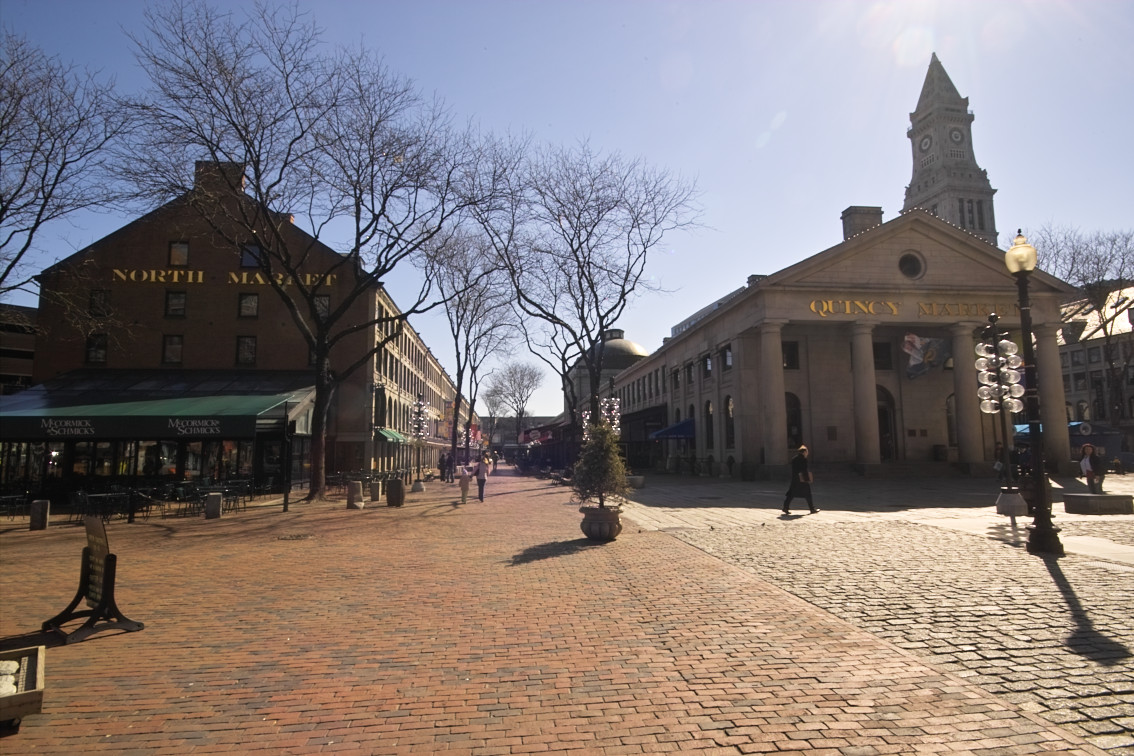
North et Quincy Market

Flanquant le bâtiment principal, deux bâtiments de longueur égale (North Market et South Market) élargissent l'espace du marché pour plus de restaurants, de boutiques spécialisées et des espaces de bureaux. Deux autres bâtiments concaves se joignent et forment une place circulaire à l'extrémité ouest du marché.
Les espaces ouverts aux extrémités est et ouest du marché sont un lieu idéal pour rencontrer des artistes, ainsi que des vendeurs de rue. La plupart du temps, on rencontre à Quincy Market une grande foule de gens debout autour d'un jongleur ou autre saltimbanque.

## Source
- (en) Cet article est partiellement ou en totalité issu de l’article de Wikipédia en anglais intitulé « Quincy Market » (voir la liste des auteurs).